# Läägi
Läägi is een plaats in de Estlandse gemeente Saaremaa, provincie Saaremaa. De plaats heeft de status van dorp (Estisch: küla) en heeft 7 inwoners (2021).
Tot in oktober 2017 lag de plaats in de gemeente Kihelkonna. In die maand ging Kihelkonna op in de fusiegemeente Saaremaa.
Läägi ligt op het schiereiland Tagamõisa in het noordwesten van het eiland Saaremaa.

## Geschiedenis
Läägi werd voor het eerst genoemd in 1453 onder de naam Melenili van Leke is tho Kyttispell, een boerderij. In 1592 lag ze onder de naam Leke op het landgoed van Paju (het tegenwoordige Pajumõisa). In 1798 heette de plaats Lägi.